# Yuka Honda
Yuka Honda (jap. 本田ゆか Honda Yuka) – japońska multiinstrumentalistka i producent muzyczny. Jest współzałożycielką nowojorskiego zespołu Cibo Matto. W trakcie swojej kariery współpracowała z wieloma muzykami, m.in. Petrą Haden, Seanem Lennonem, zespołem jazzowym Medeski, Martin & Wood, zespołem Luscious Jackson, oraz brazylijskim muzykiem Caetano Veloso.
Yuka urodziła się w Tokio. W latach 80. przeprowadziła się do Nowego Jorku, gdzie spotkała Miho Hatori. Wkrótce potem obie panie założyły grupę Cibo Matto. W latach 1996–1999 Yuka była życiową partnerką muzyka Seana Lennona. W trakcie trwania ich związku współpracowali ze sobą muzycznie. Honda była m.in. producentem debiutanckiego albumu Seana Into the Sun. Po rozpadzie zespołu Cibo Matto, Yuka zwróciła się w kierunku sceny muzycznej przedmieść Nowego Jorku, współpracując z takimi muzykami jak Dave Douglas, Susie Ibarra, Vincent Gallo, Trevor Dunn, czy John Zorn (swoje solowe albumy Honda wydała właśnie w wytwórni Zorna, Tzadik Records). W roku 2003 Honda współpracowała także z perkusistą awangardowej grupy muzycznej Boredoms, Yoshimi P-We, pod nazwą Yoshimi and Yuka. W roku 2006 Yuka grała na instrumentach klawiszowych na płycie Seana Lennona Friendly Fire, a obecnie towarzyszy mu w trasie koncertowej jako support.

## Dyskografia

### Albumy solowe
- Memories Are My Only Witness (2002)
- Eucademix (2004)

### Jako producent muzyczny
- Cibo Matto, Super Relax (1997)
- Sean Lennon, Into the Sun (1998)
- Cibo Matto, Stereo Type A (1999)